# 豊田勉之
豊田 勉之（とよだ べんじ、1891年（明治24年）5月5日 - 1959年（昭和34年））は、日本の建築家。呉市会議員（2期）。

## 来歴
豊田家は江戸後期から現在の広島県呉市で医業を営んでいた家系で、父・豊田昭雄は内科医で当時成町・現在の伏原で開業していた。現在は勉之の孫にあたる豊田秀三が同地で豊田内科胃腸科を営んでいる。また父・昭雄の兄（勉之の叔父）が豊田実頴で、勉之の長兄である豊田静春がその養子に入っている。父・昭雄の弟（勉之の叔父）が木村静彦（賀茂鶴酒造）で、勉之の三男が加茂鶴木村家に養子に入っている。
勉之は1891年（明治24年）、現在の広島県呉市本通7丁目で生まれる。1896年（明治29年）広島県立広島中学校（現国泰寺高）を中退する。その後中央工学校建築科高等科に入学し、1911年（明治44年）同校卒業。
1912年（明治45年）4月、呉市役所水道部建築係に助手として着任する。この時期、呉市では市上水道布設に向けて動いており（軍用の呉鎮守府水道はあったが民間使用分はなかった）、勉之は市水道布設計画設計に携わった。1915年（大正4年）呉市土木課建築係技手となり、1918年（大正7年）呉市水道通水開始した。1924年（大正13年）呉市土木課建築係技師に昇格する。
1924年呉市役所を退職、呉市初となる個人設計事務所「豊田勉之建築設計事務所」を設立する。この時期、賀茂郡の酒処・西條町（現東広島市）で賀茂鶴本社など酒造関連施設を設計している。1928年（昭和3年）呉銀行嘱託技師となり、本店そして複数の支店の建築設計に携わる。1929年（昭和4年）呉商工会議所の嘱託として会議所の設計および施工管理に携わる。
1936年（昭和11年）1月、呉市会議員に立候補し当選（1期）、市会疑獄事件発生により同年9月市会議員総辞職、同年11月総選挙が行われ当選（2期）するも、総選挙自体が無効との判決が下ったため翌1937年（昭和12年）6月再選挙が行われたがここでは落選している。
1936年広島合同貯蓄銀行嘱託技師となり、本店の設計および施工管理に携わる。
1937年7月、呉市役所に技師として再入所、呉市建築課長に就任する。その後10年に渡り建築課長として呉市の公共建築に携わる。呉軍港空襲やその後の復興などでの活躍詳細は不明。1950年（昭和25年）呉市役所税務課嘱託固定資産評価補助員となる。
1951年（昭和26年）建築士法施行に伴い、一級建築士免許取得（第1676号）。1952年（昭和27年）広島県建築士会第1期理事に当選する。
1959年（昭和34年）死去。

## 作品
豊田設計作品と［豊田設計とされている作品］を列挙する。
- 豊田勉之建築設計事務所（1924年） - 太平洋戦争末期の空襲により焼失[10]
- ［賀茂鶴酒造本社］（1927年）
- 呉銀行本店（1928年） - 現存せず[2][9]
- 呉商工会議所（1929年） - 現存せず[2][9][10]
- ［賀茂鶴酒造醸造支場］（1929年） - 不明
- ［広島県醸造試験所西條清酒支場本館］（1929年） - 現賀茂泉酒造酒泉館[2]
- 豊田家墓標（1930年） - 不明
- ［町立図書館竹原書院］（1930年） - 現竹原市歴史民俗資料館[2]
- ［西條町役場］（1932年） - 現存せず
- ［呉銀行西條支店］（1934年）
- ［呉銀行音戸支店］（1934年）
- ［呉銀行吉浦支店］（1935年）
- ［呉銀行宮原通り支店］（1935年）
- 広島合同貯蓄銀行本店（1936年） - 現広島銀行銀山町支店、一部保存[2][11]
- ABS住宅（自宅）（1954年） - 不明
- ［広島合同銀行西條支店］（不明）
- 呉市内の学校建築（不明）

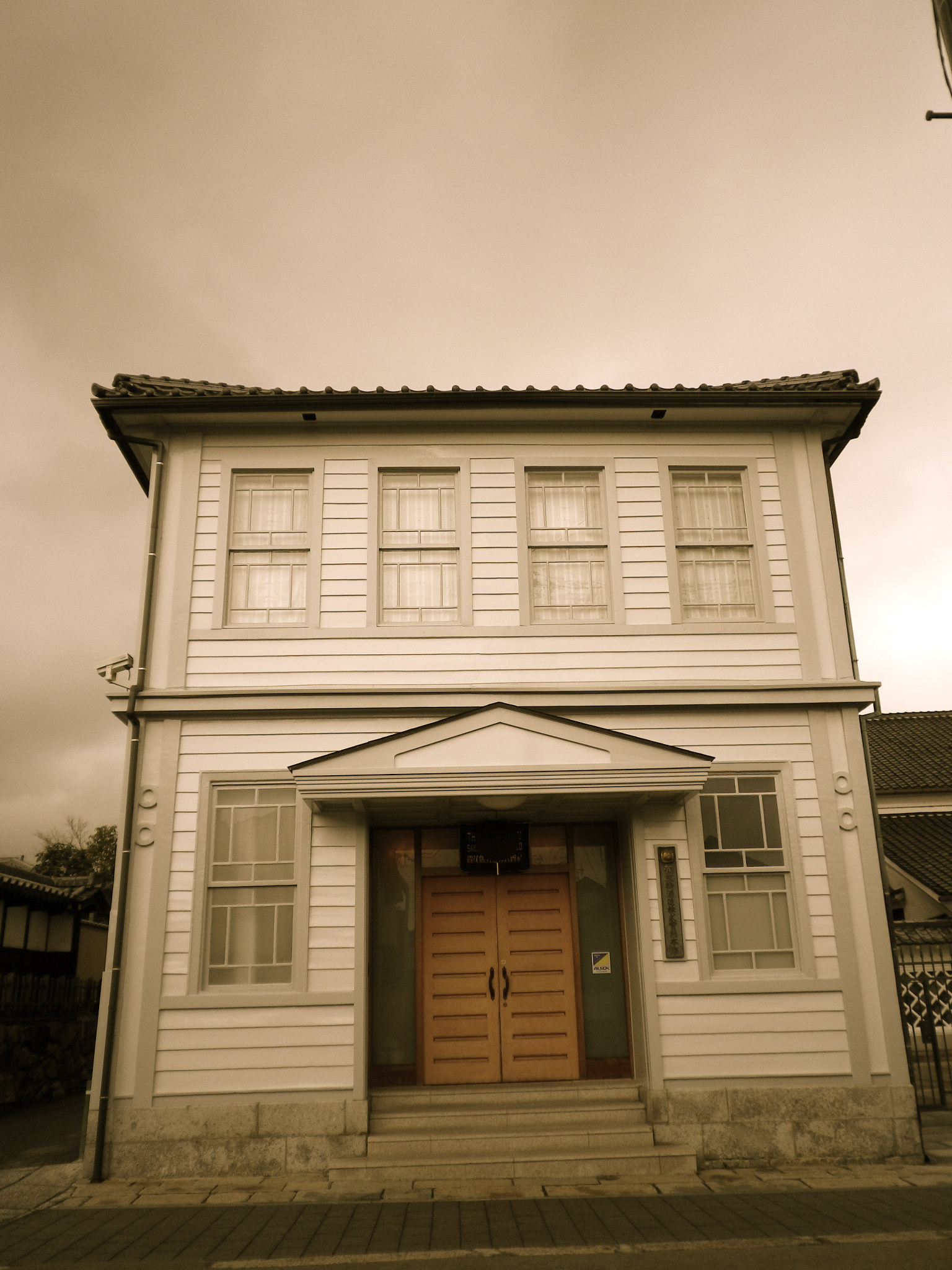
賀茂鶴本社事務所
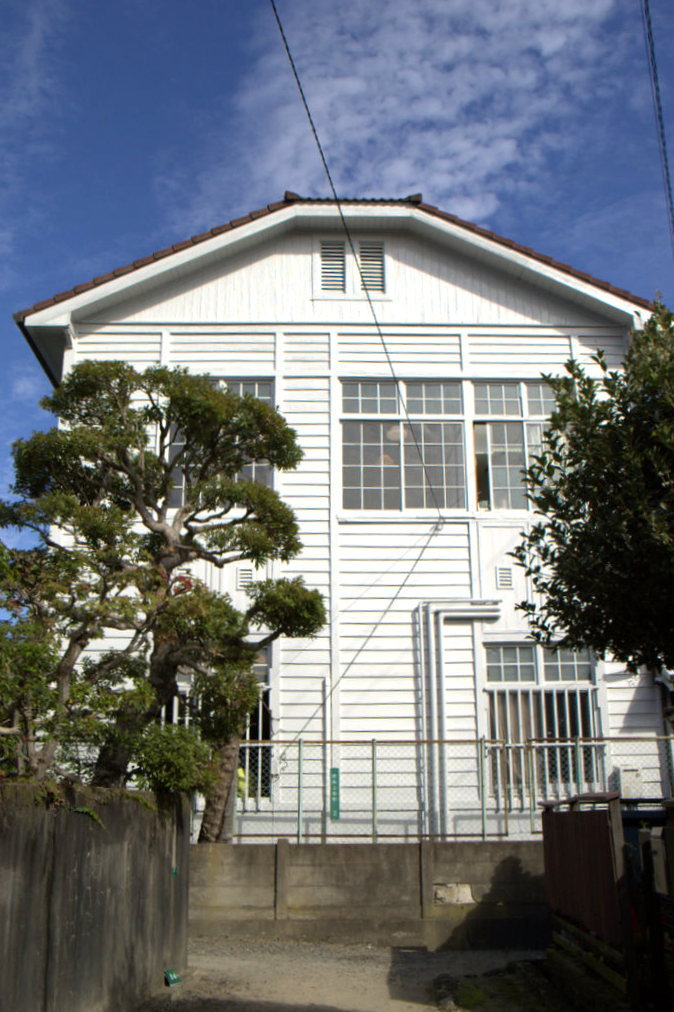
賀茂泉酒泉館
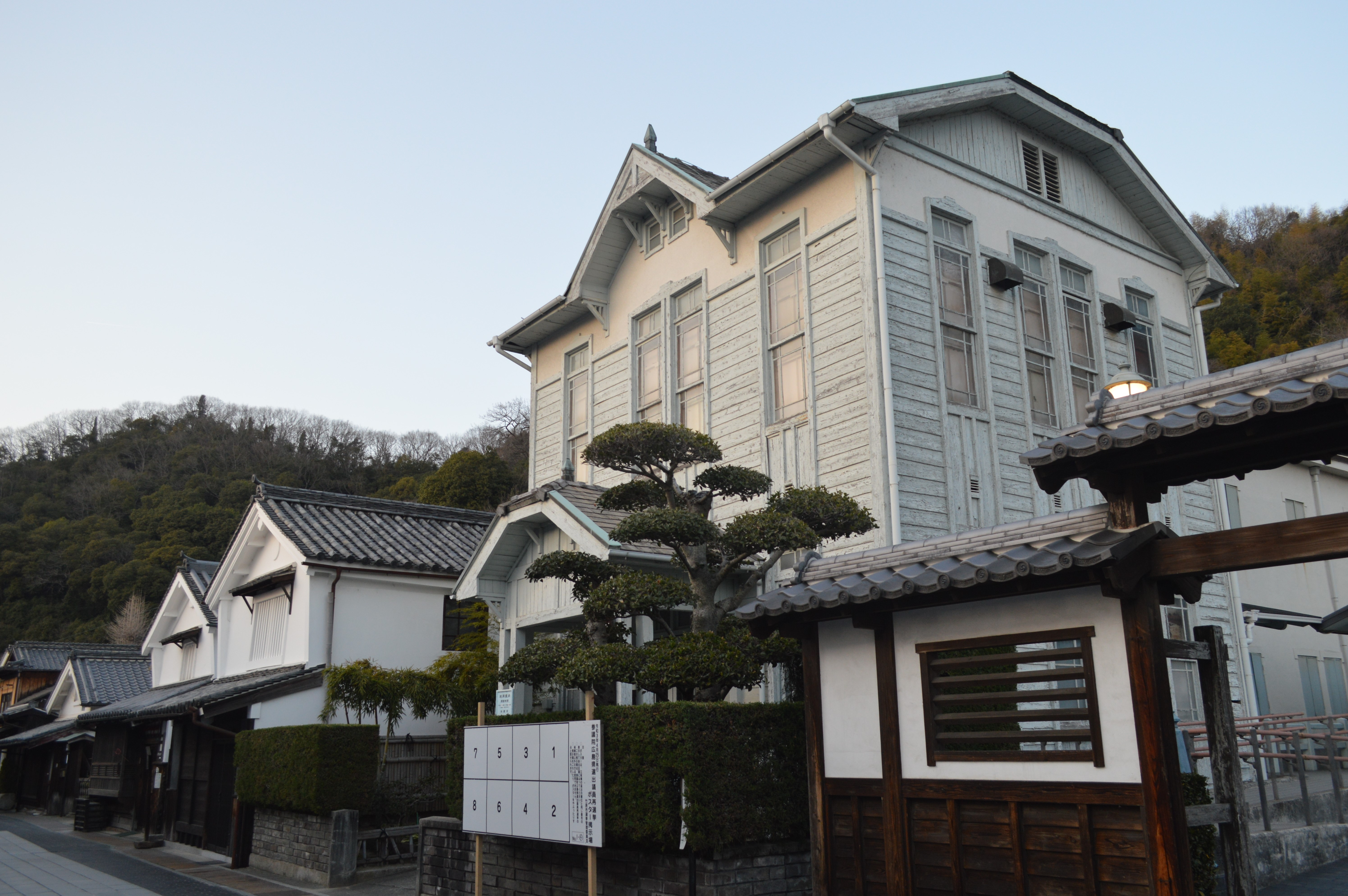
竹原市歴史民俗資料館
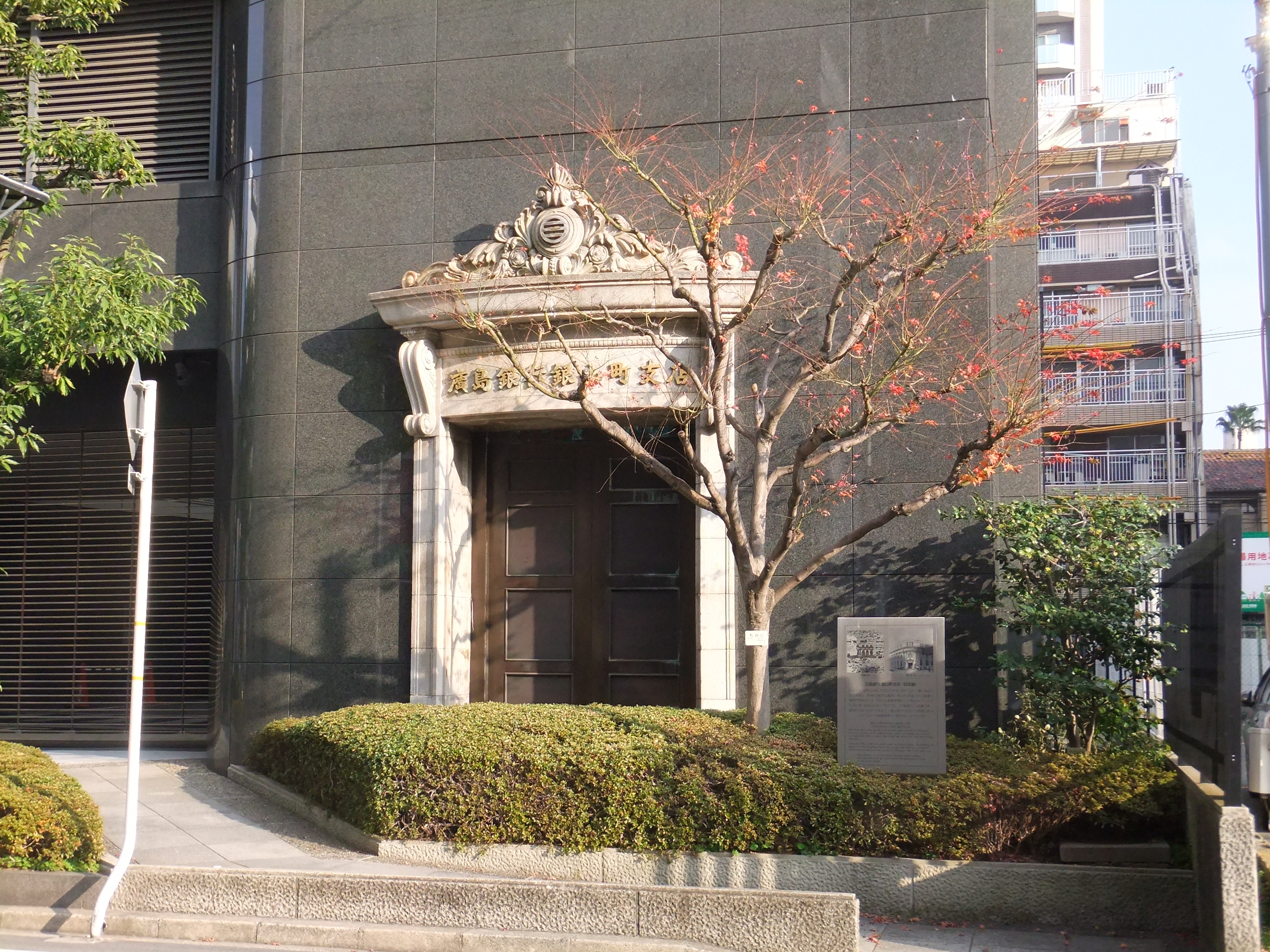
旧広島合同貯蓄銀行玄関

## 参考資料
- 李明、石丸紀興「建築家豊田勉之の経歴と建築活動について」『日本建築学会計画系論文集』、日本建築学会、2014年、2077-2084頁、2022年7月13日閲覧。